# Ciclul solar 23

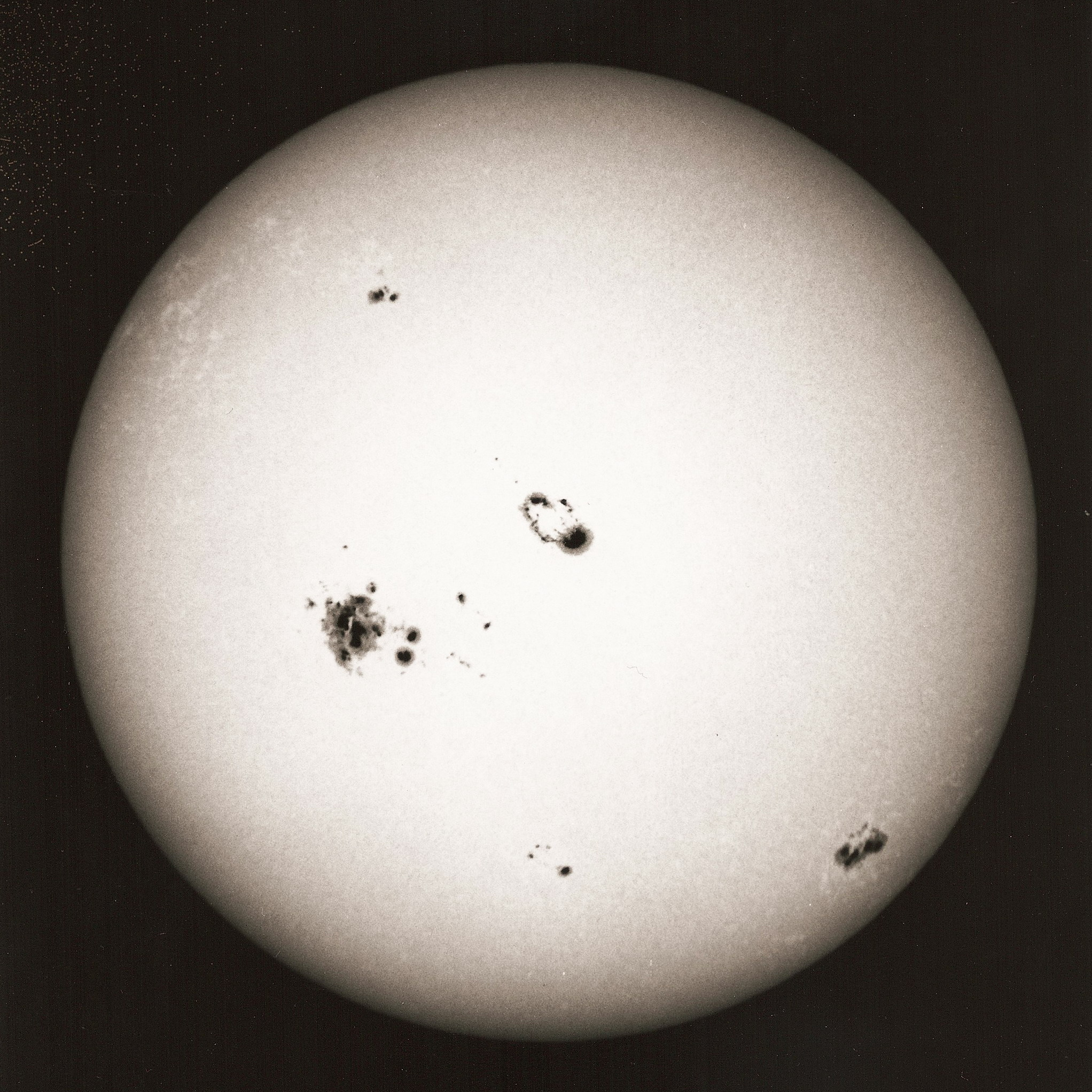
Soarele cu pete solare văzute în 2003; fotografie analogică cu un telescop Maksutov de 4" și un filtru ND 4

Ciclul solar 23 a fost cel de-al 23-lea ciclu solar din 1755, când a început înregistrarea extensivă a activității petelor solare. Ciclul solar a durat 12,3 ani, începând în august 1996 și terminând în decembrie 2008. Numărul maxim de pete solare observat în timpul ciclului solar a fost de 180,3 (noiembrie 2001), iar numărul minim de început a fost de 11,2. În timpul tranzitului minim, de la ciclul solar 23 la 24, au existat un total de 817 zile fără pete solare. În comparație cu ultimele cicluri solare, acesta a fost la mediu din punct de vedere al activității.

Previziunile NASA privind numărul de pete solare pentru ciclul solar 23 și 24.

## Istorie
La 7 septembrie 2005 (X17), 15 aprilie 2001 (X14.4) și 29 octombrie 2003 (X10) au avut loc erupții solare și ejecții de masă coronală (EMC) de mari dimensiuni, cu aurore vizibile la latitudini medii.

### 2000
Una dintre primele manifestări majore de aurore din ciclul solar 23 a avut loc pe 6 aprilie 2000, cu aurore roșii strălucitoare vizibile până în sudul Floridei și în sudul Europei. La 14 iulie 2000, EMC-ul aruncat de o erupție solară X5.7 a provocat o furtună geomagnetică extremă (nivel G5) în ziua următoare. Cunoscută sub numele de Evenimentul din Ziua Bastiliei, această furtună a provocat daune sistemelor GPS și unor companii de electricitate. Aurorele au fost vizibile până în sudul Texasului.

### 2001
O altă auroră majoră a fost observată la 1 aprilie 2001, din cauza unei ejecții de masă coronală care a lovit magnetosfera Pământului. Aurorele au fost observate până în sudul Mexicului și în sudul Europei. O mare erupție solară (a doua cea mai puternică înregistrată vreodată) a avut loc pe 2 aprilie 2001, de clasa X20, dar explozia a fost direcționată departe de Pământ.

### 2003
La sfârșitul lunii octombrie 2003, a avut loc o serie de erupții solare de mari dimensiuni. O erupție de clasa X17.2, ejectată pe 28 octombrie 2003, a produs aurore vizibile până în sudul Floridei și Texasului. O furtună geomagnetică de nivel G5 a aruncat în aer magnetosfera Pământului în următoarele două zile. Câteva zile mai târziu, la 4 noiembrie, a avut loc cea mai mare erupție solară măsurată vreodată cu instrumente; măsurată inițial la X28, a fost ulterior ridicată la clasa X45. Această erupție nu a fost orientată spre Pământ și, prin urmare, a produs doar aurore la latitudini mari. Întreaga secvență de evenimente care a avut loc între 28 octombrie și 4 noiembrie este cunoscută sub numele de Furtuna solară de Halloween.